# Cephalocera albida
Cephalocera albida är en tvåvingeart som beskrevs av Hesse 1969. Cephalocera albida ingår i släktet Cephalocera och familjen Mydidae. Inga underarter finns listade i Catalogue of Life.